# Coelichneumon chinicus
Coelichneumon chinicus är en stekelart som beskrevs av Heinrich 1966. Coelichneumon chinicus ingår i släktet Coelichneumon och familjen brokparasitsteklar. Inga underarter finns listade i Catalogue of Life.